# بویوک آدا

نمای اسکله قایقهای مسافری در بویوک آدا

بویوک‌آدا (به ترکی استانبولی: Büyükada، به ترکی عثمانی: بیوک اطه، به‌معنای «جزیرهٔ بزرگ»)، (یونانی: Πρίγκηπος یا Πρίγκιπος، با نگارش پرینکیپوس یا پرینکیپو)، بزرگ‌ترین جزیره از جزایر پرنس در دریای مرمره و در نزدیکی استانبول است که مساحتی در حدود ۲ مایل مربع (۵ کیلومتر مربع) دارد. این جزیره از دو محلهٔ معدن و نظام در ناحیهٔ آدالار (جزایر) از استان استانبول، ترکیه تشکیل شده است.
بویوک‌آدا بزرگ‌ترین جزیره از بین نه جزیره اطراف استانبول در دریای مرمره است. در این جزیره عبور و مرور وسایل نقلیه موتوری به غیر از خودروهای عمومی مانند پلیس و شهرداری ممنوع است، و عبور و مرور بیشتر توسط دوچرخه یا درشکه‌هایی که توسط اسب کشیده می‌شوند، انجام می‌شود. این جزیره یکی از نقاط گردشگری و تفریحی استانبول به شمار می‌رود.
خانه‌های ساخته شده در این جزیره به صورت ویلایی و ییلاقی است، از این‌رو جمعیت آن در فصل‌های گرم سال چندین برابر جمعیت فصول سرد آن است. افرادی که قصد بازدید از این جزیره را دارند، باید در سمت اروپایی ترکیه از اسکله کاباتاش سوار کشتی‌های شهرداری شده و پس از طی پنجاه دقیقه به جزیره بویوک‌ آدا برسند. کلیسای آیایورگی در بلندترین تپه این جزیره قرار دارد. این کلیسا در قرن ششم ساخته شده است و یکی از بناهای تاریخی این جزیره محسوب می‌شود.
کشف سکه‌های طلا در سال ۱۹۳۰ میلادی، ارزش تاریخی این منطقه را به خوبی نشان می‌دهد و در حال حاضر آثار کشف‌شده این جزیره در موزه مردم‌شناسی استانبول نگهداری می‌شوند. همچنین، پلاژهای ساحلی و رستوران‌های متنوع در بخش‌های مختلف این جزیره وجود دارند و برای بازدیدکنندگان جذابیت دارند.
در نیمهٔ نخست سدهٔ بیستم، این جزیره برای یونانی‌ها و ارمنی‌های مرفه ساکن ترکیه مکانی محبوب برای فرار از گرمای تابستان استانبول بود. امروزه ترکیب جمعیتی جزیره بیشتر شبیه به یکی از حومه‌های معمولی استانبول است.

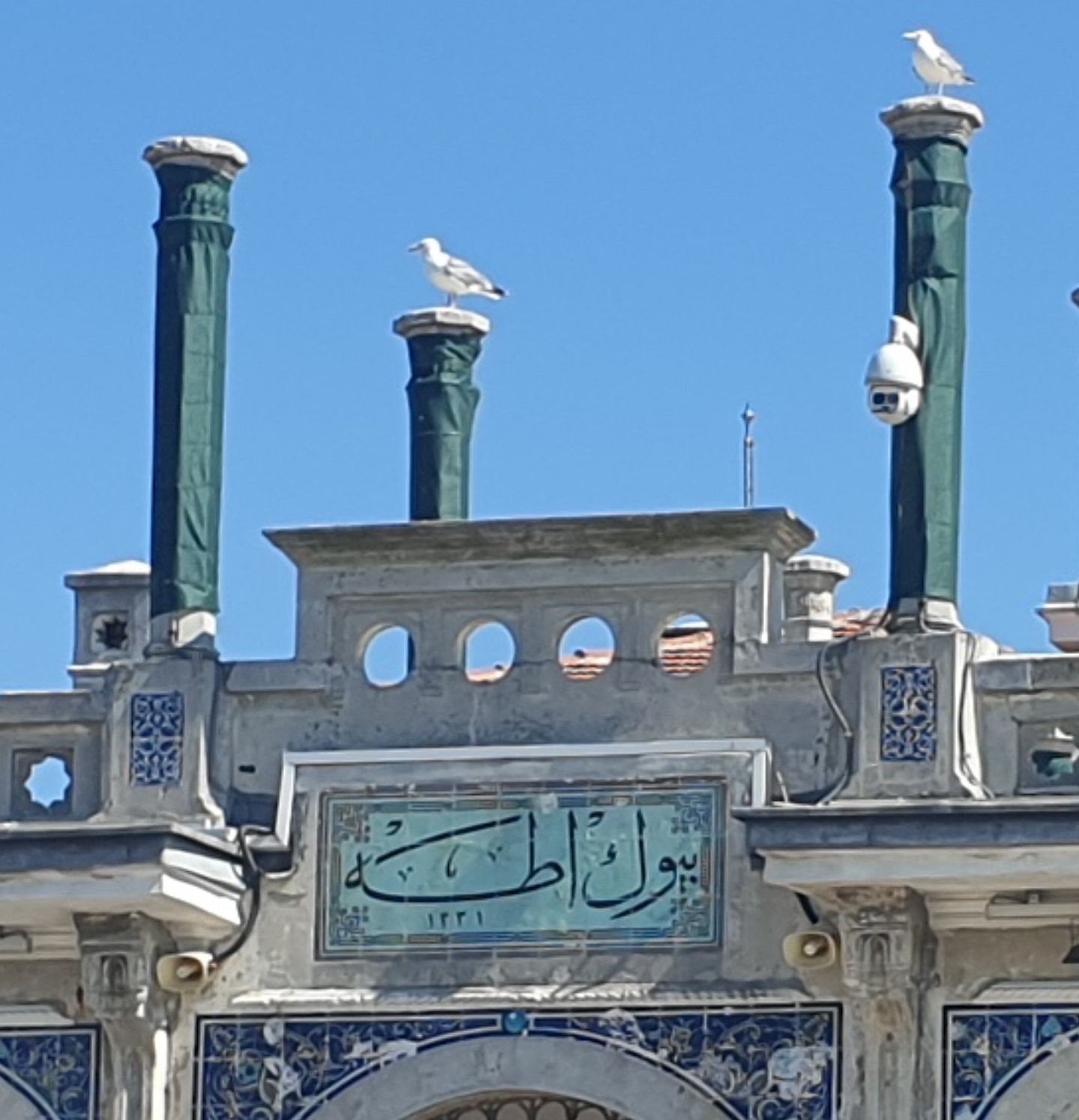
نام جزیره بویوک‌آدا (بیوک اطه) به ترکی عثمانی در اسکله ورودی این جزیره

در گذشته، بسیاری از ساکنان بویوک‌آدا ماهیگیر بودند. اما تا اواخر دههٔ ۲۰۱۰، گردشگری در این جزیره به‌ویژه از سوی بازدیدکنندگانی که از کشورهای عربی کم‌درخت می‌آمدند به‌شدت افزایش یافت و بویوک‌آدا به یکی از محبوب‌ترین مقاصد سفرهای یک‌روزه تبدیل شد. این افزایش گردشگر از عوامل اصلی پایان دادن به استفاده از کالسکه‌های سنتی (فایتون) به‌عنوان تنها وسیلهٔ نقلیه در جزیره در سال ۲۰۲۰ بود.
نخستین گزارش‌ها دربارهٔ بویوک‌آدا به سفرنامه‌نویس ترک اولیا چلبی بازمی‌گردد که در سیاحت‌نامهاش نوشته است در سال ۱۶۴۰ میلادی ۲۰۰ خانهٔ یونانی در این جزیره وجود داشت و پیرامون آن را ماهیگیران دالیان گرفته بودند. در سال ۱۸۸۴، تاریخ‌نگار فرانسوی گوستاو شلومبرژه کتابی به نام جزایر پرنس منتشر کرد که سفر خود به این مجمع‌الجزایر را توصیف می‌کرد. ارنست مامبوری در کتاب خود با عنوان جزایر پرنس (۱۹۴۳) به شناسایی مکان‌های جزیره پرداخت و جاک دئولئون این اثر را در سال ۲۰۰۳ با کتاب بویوک‌آدا: راهنمای بناهای تاریخی به‌روزرسانی کرد. لئون تروتسکی پس از ترک جزیره در سال ۱۹۳۳ مقاله‌ای با عنوان وداع با پرینکیپو نوشت. در سال ۱۹۹۷، چلیک گولرسوی که در مرمت برخی بناهای جزیره فعالیت داشت، کتاب بویوک‌آدای دیروز را منتشر کرد. در سال ۲۰۰۷، جان فریلی در کتاب جزایر پرنس فهرستی کامل از عمارت‌های تاریخی جزیره ارائه داد. در سال ۲۰۰۹، شاعر و مترجم یواخیم سارتوریوس سفرنامه‌ای کوتاه و دل‌نشین با عنوان جزایر پرنس: مجمع‌الجزایر استانبول نوشت که تمرکز اصلی آن بر بویوک‌آدا بود. در سال ۲۰۲۳ نیز انتشارات یاپی کردی کتاب بویوک‌آدا – مجموعهٔ موریس دانون را به قلم بوکه اوراس منتشر کرد که دوره‌ای از ربع دوم قرن نوزدهم تا میانهٔ قرن بیستم را با عکس‌ها و متون پشتیبان مستند می‌سازد.
دسترسی به جزیره از طریق کشتی‌های شهیر خطلری از امینونو و کاباتاش در بخش اروپایی استانبول، و همچنین از قاضی‌کوی و بستانجی در بخش آسیایی شهر ممکن است.

## جغرافیا
بویوک‌آدا ۴٫۳ کیلومتر (۲٫۶ مایل) طول و ۱٫۳ کیلومتر (۰٫۸ مایل) عرض دارد. مرکز جزیره توسط دو قله تسلط یافته است. قله‌ای که نزدیک‌تر به محل پهلوگیری کشتی‌هاست، تپهٔ عیسی (به ترکی: ایسا تپسی) است که ۱۶۴ متر (۵۳۸ پا) ارتفاع دارد. قلهٔ دیگر تپهٔ بلند (به ترکی: یوجه‌تپه) نام دارد که ارتفاع آن به ۲۰۲ متر (۶۶۳ پا) می‌رسد. جزیره چند نوار باریک ساحلی شنی و سنگ‌ریزه‌ای دارد که محبوب‌ترین آن‌ها، ساحل یوروق‌علی در نزدیکی دیلبورنو است.
بیشتر ساخت‌وسازها در بخش شمالی جزیره انجام شده‌اند و بخش جنوبی همچنان پوشیده از جنگل است.

## تاریخ

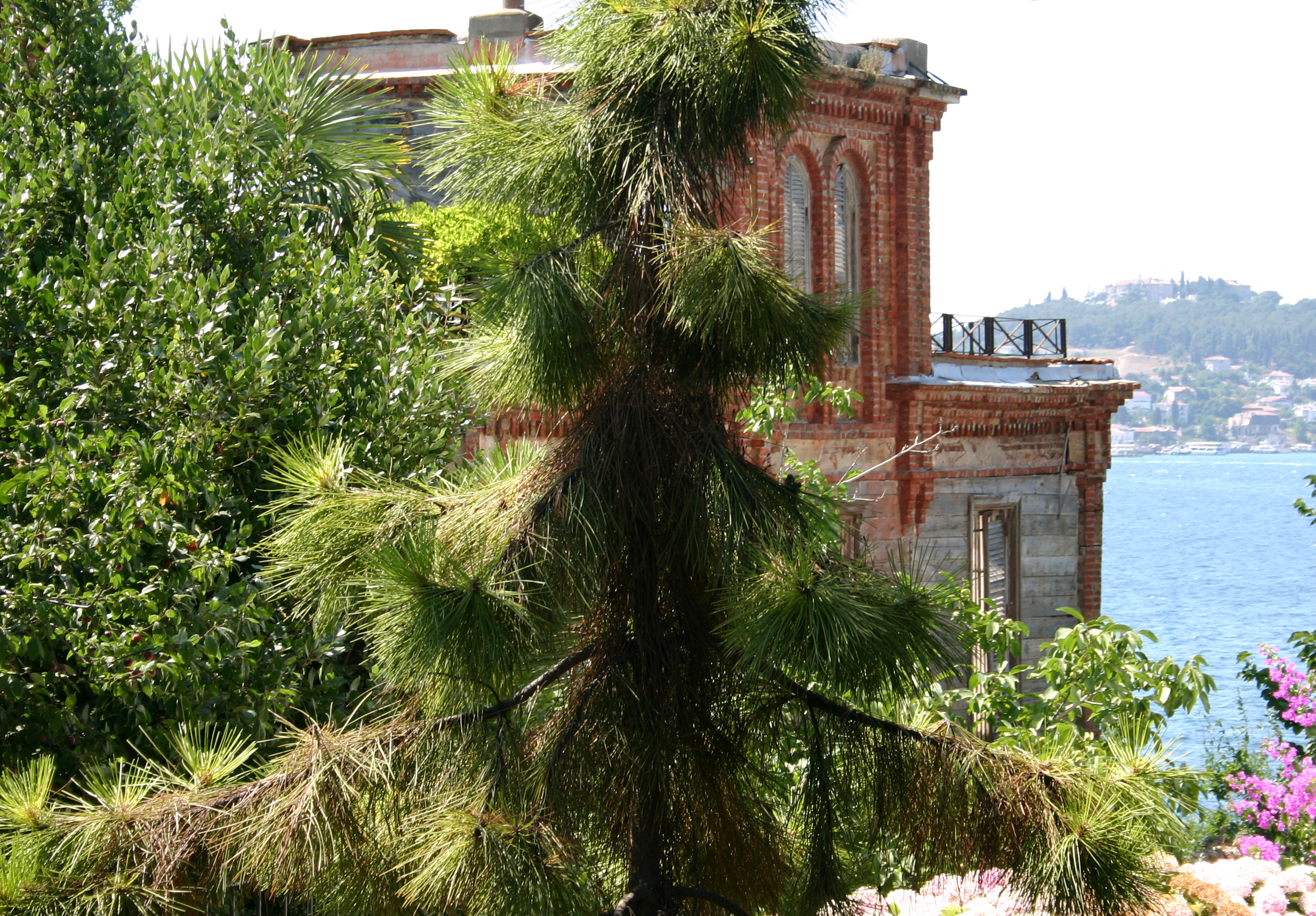
خانه‌ای که لئون تروتسکی در تبعید (آوریل ۱۹۲۹ – ژوئیه ۱۹۳۳) در آن اقامت داشت، عکس از سال ۲۰۰۶

### دوره بیزانسی
در دوران حاکمیت بیزانس، جزایر پرنس به مکانی برای ساخت کلیسا و صومعه و نیز تبعید دشمنان سیاسی تبدیل شدند تا نتوانند توطئه‌چینی کنند. ژوستین دوم، امپراتور بیزانس، نخستین فرمانروایی بود که در سال ۵۶۹ میلادی در پرینکیپو کاخی به‌همراه یک صومعه ساخت. این مجموعه بعدها به‌دست ملکه ایرنه گسترش یافت و خیلی زود به مکان تبعید ملکه‌های بیزانسی از جمله ایرنه، افروسینه، تئوفانو، زویی و آنا دالاسنا تبدیل شد.

### تاریخ متأخر
پرینکیپو از آخرین مناطقی بود که به‌دست عثمانی‌ها از بیزانسی‌ها گرفته شد. پس از آن، به محلی آرام و دورافتاده تبدیل شد تا اینکه در سال ۱۸۴۶ با راه‌اندازی نخستین خط کشتی‌رانی، دسترسی آسان از قسطنطنیه/استانبول ممکن شد و این جزیره به‌تدریج به اقامتگاه تابستانی محبوبی برای ثروتمندان شهر تبدیل گردید. بیشتر ساکنان یونانی جزیره یا در تبادل جمعیتی یونان و ترکیه در سال ۱۹۲۳ یا پس از حمله عمومی به اقلیت‌ها در استانبول در سال ۱۹۵۵ و همچنین با فرمان اخراج سال ۱۹۶۶ جزیره را ترک کردند. بسیاری از ارمنی‌ها نیز در سال ۱۹۲۴ رانده شدند. امروزه تنها تعداد اندکی یهودی در جزیره زندگی می‌کنند.
در گذشته استخراج سنگ آهن در منطقه‌ای از جزیره که اکنون به مادن (معدن) معروف است انجام می‌شد. گردشگری بین‌المللی در جزایر پرنس تا مدت‌ها رونق نیافته بود، اما تا سال ۲۰۱۵ به عامل اصلی اقتصاد جزیره تبدیل شد.

## ترابری در جزیره

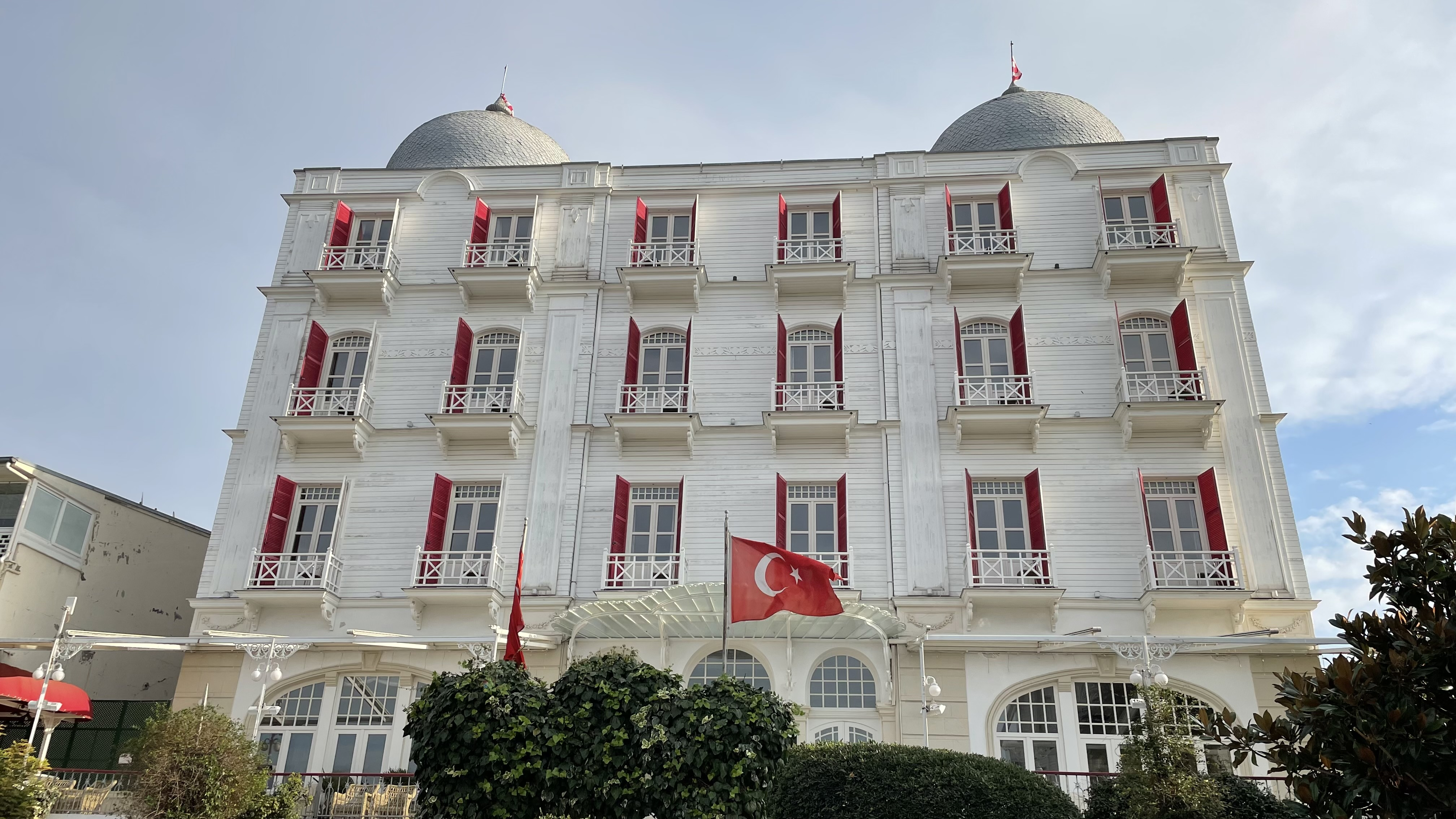
هتل اسپلندید پالاس (۱۹۰۸) در نزدیکی اسکله بویوک‌آدا

تا سال ۲۰۲۰، تنها شیوهٔ آمدوشد در بویوک‌آدا (همانند سایر جزایر مسکونی پرنس) کالسکه‌های اسب‌کش موسوم به «فایتون» بود. با این حال، انفجار جمعیت گردشگران باعث شد این شیوه پایدار نباشد و در پی فشار فعالان حقوق حیوانات، تصمیم گرفته شد که به‌جای اسب‌ها از خودروهای برقی استفاده شود؛ تصمیمی که به سنتی پایان داد که این جزایر را در ترکیه منحصربه‌فرد می‌کرد.
ورود مینی‌بوس‌های برقی به جزیره با اعتراض ساکنان محلی روبه‌رو شد که آن را تهدیدی برای بافت پیاده‌محور جزیره می‌دانند.

## دیدنی‌ها
مهم‌ترین جاذبهٔ گردشگری بویوک‌آدا صومعهٔ آیا یورگی (سن جورج ناقوس‌ها، یا آگیوس یئورگیوس کودوناس) از کلیسای یونانی ارتدکس است که در یوجه‌تپه واقع شده و احتمالاً در سدهٔ دهم میلادی بنیان‌گذاری شده، اگرچه سازه‌های موجود امروزی بیشتر متعلق به قرن‌های هجده و نوزده هستند. نام این صومعه یادآور افسانه‌ای از سدهٔ هفدهم است که بر اساس آن، پسربچهٔ چوپانی هنگام چراندن گوسفندان صدای زنگی را از زیر زمین شنید، زمین را کند و تندیس سن جورج را که برای محافظت از حملهٔ جنگ صلیبی چهارم در سال ۱۲۰۴ مدفون شده بود، یافت. نسخه‌ای از این تندیس در کلیسای صومعه قابل مشاهده است اما نسخهٔ اصلی اکنون در کلیسای پاتریارک در فنر نگهداری می‌شود. مجموعهٔ صومعه اکنون از شش ساختمان در سه سطح تشکیل شده و هر سال در ماه آوریل محل زیارت سالانه‌ای است. پیش‌تر، گردشگران با فایتون تا پای مسیر صخره‌ای منتهی به صومعه منتقل می‌شدند، اما این خدمات از سال ۲۰۲۰ متوقف شد. چشم‌انداز وسیع صومعه به‌سوی استانبول از دیگر دلایل محبوبیت آن است.
صومعهٔ یونانی ارتدکس دیگری به نام «نجات‌دهنده مسیح» (Sotiros Christou) نیز در بالای تپهٔ ایسا قرار دارد. گرچه ریشه‌های آن نیز به دوران بیزانس بازمی‌گردد، اما بیشتر سازه‌های فعلی از میانهٔ سدهٔ نوزدهم‌اند.

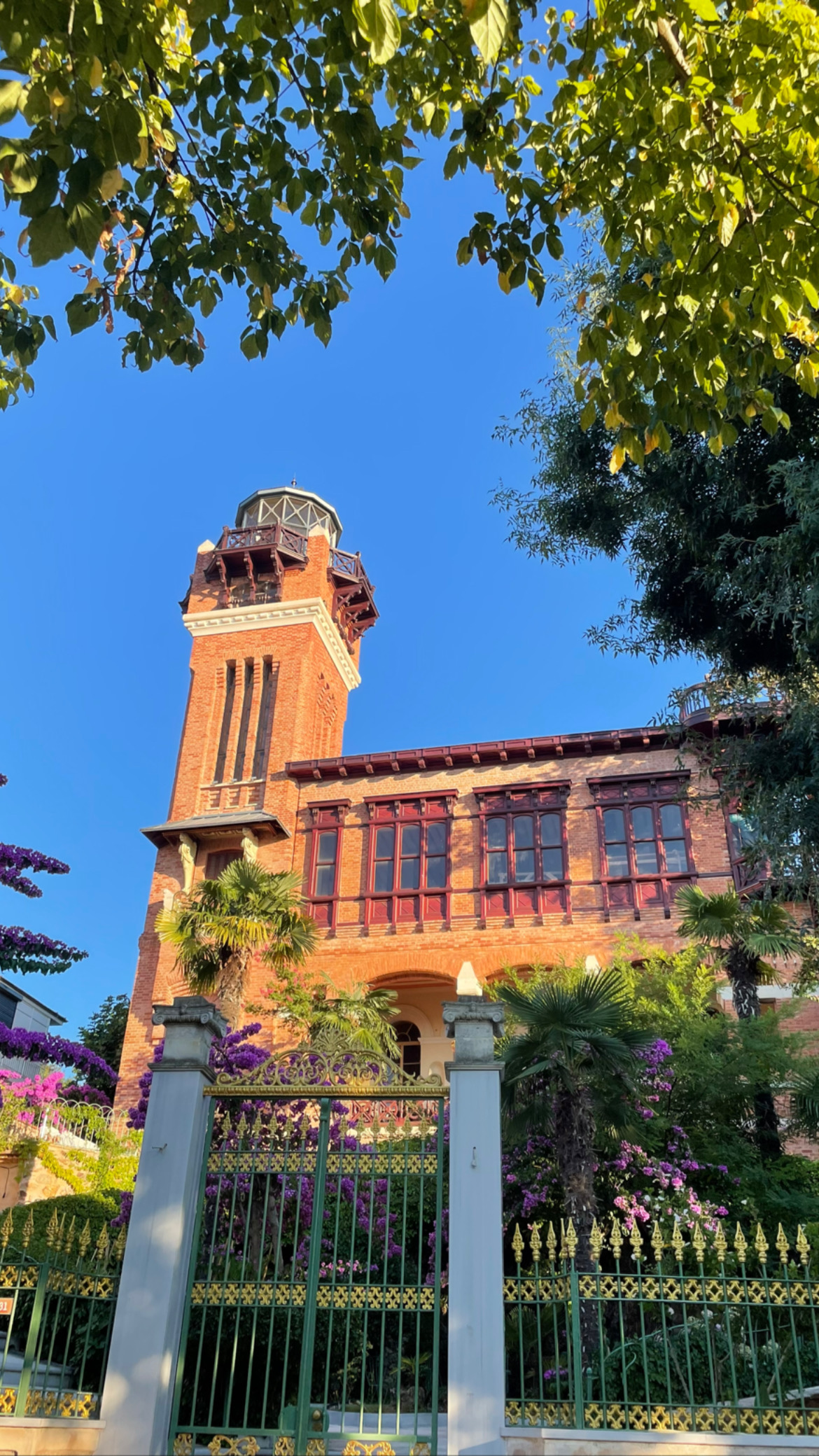
یک ویلا در بویوک‌آدا

در همین تپهٔ ایسا، یتیم‌خانهٔ عظیم پرینکیپو (به ترکی: «روم یتیم‌خانه‌سی») واقع است که هرچند می‌توانست مایهٔ افتخار جزیره باشد، اکنون در آستانهٔ فروپاشی است. این بنا که به‌عنوان بزرگ‌ترین سازهٔ چوبی اروپا و دومین سازهٔ چوبی جهان شناخته می‌شود، ابتدا در سال ۱۸۹۸ برای یک شرکت فرانسوی و با هدف تبدیل شدن به کازینو ساخته شد و طراحی آن بر عهدهٔ معمار لووانتینی، الکساندر والوری بود. با مخالفت عبدالحمید دوم با تبدیل آن به کازینو، این بنا توسط بانویی خریداری و به پاتریارک‌نشین اهدا شد تا به یتیم‌خانه تبدیل شود. این یتیم‌خانه تا سال ۱۹۶۴ فعالیت داشت، به‌جز در دورهٔ جنگ جهانی اول که به مدرسهٔ نظامی کوله‌لی اختصاص یافت. این ساختمان در سال ۲۰۱۰ دوباره به پاتریارک‌نشین بازگردانده شد، اما هیچ اقدام مؤثری برای حفظ آن انجام نگرفت. در سال ۲۰۲۱ سرانجام برنامه‌هایی برای مرمت آن اعلام شد. در حال حاضر ورود به آن ممنوع است.
در جزیره چند کلیسا نیز وجود دارد که همیشه برای بازدید عموم باز نیستند، از جمله کلیساهای ارتدکس یونانی پاناجیا (مریم مقدس) و آگیوس دیمیتریوس (سن دیمیتری)، کلیسای فرانسیسکن سن پاسیفیکو، و کلیسای ارمنی سورپ آستواتزاتزین وراپولیوم.
یک کنیسه به نام حسد لعورام نیز هنوز در جزیره فعال است، هرچند فقط در تابستان باز می‌شود. مسجد حمیدیه در سال ۱۸۹۳ به دستور عبدالحمید دوم ساخته شد.
جزیره هنوز میزبان بسیاری از عمارت‌های زیبای سدهٔ نوزدهم است، به‌ویژه در خیابان چانکایا که از آن به‌عنوان «یکی از زیباترین خیابان‌های جهان» یاد شده است. از مشهورترین عمارت‌ها می‌توان به عمارت کن پاشا، یلکن‌چی‌زاده، هاچوپولو، فابیاتو و میزی اشاره کرد.
موزهٔ جزایر پرنس (به ترکی: موزهٔ آدالار) که در سال ۲۰۱۰ افتتاح شد، داستان مردم این جزایر را به اندازهٔ بناهای آن‌ها بازگو می‌کند.
در سدهٔ نوزدهم، جزیره دارای چند هتل مشهور بود. برجسته‌ترین بازماندهٔ آن‌ها، هتل اسپلندید پالاس (۱۹۱۱) است که هنوز با گنبدهای دوگانه‌اش در ساحل خودنمایی می‌کند؛ این گنبدها زمانی بر مخازن آب قرار داشتند.
ساختمان زیبای اسکلهٔ جزیره در سال ۱۸۹۹ توسط معمار ارمنی، مهران آزاریان، در سبک نخستین جنبش معماری ملی طراحی شد و از سال ۱۹۱۵ در خدمت مسافران قرار گرفت. این ساختمان زمانی سینمای جزیره را در خود جای داده بود. کمی دورتر از آن، برج ساعتی قرار دارد که در سال ۱۹۲۳، هم‌زمان با تأسیس جمهوری ترکیه، ساخته شد. در کنار آن، میدان فایتون قرار دارد که تا سال ۲۰۲۰ مملو از کالسکه‌ها و اسب‌هایی بود که منتظر گردشگران بودند.

## زیارت روز سن جورج
هر سال در روز سن جورج (۲۳ آوریل)، مردم برای زیارت صومعهٔ آگیوس یئورگیوس کودوناس در یوجه‌تپه به جزیره می‌آیند. هم مسیحیان و هم مسلمانان در آیین‌های رازآلودی مانند پیچاندن نخ در مسیر صعود به صومعه شرکت می‌کنند. از آنجا که این روز با تعطیلات رسمی «روز ملی حاکمیت و کودک» ترکیه و گاه با تعطیلات عید پاک هم‌زمان است، جمعیت بسیاری در این مراسم شرکت می‌کنند.

## افراد برجسته
هنرمند فخرالنساء زید در سال ۱۹۰۱ در این جزیره متولد شد. برادر او، جواد شاکر کاباآغاچلی ملقب به «ماهیگیر هالیکارناسوس» نیز بخش بزرگی از جوانی‌اش را در این جزیره گذراند.
لئون تروتسکی پس از اخراج از اتحاد جماهیر شوروی، در آوریل ۱۹۲۹ به پرینکیپو آمد و تا ژوئیه ۱۹۳۳ در این جزیره اقامت داشت. او در عمارتی به نام «یاناروس» زندگی می‌کرد که اکنون ویران شده است.
پاپ ژان بیست‌وسوم (آنجلو جوزپه رونکالی)، معروف به «پاپ ترک»، در سال‌های ۱۹۳۳–۱۹۳۴ به‌عنوان نماینده پاپ در این جزیره زندگی می‌کرد.
کن پاشا، یا همان تراسیولوس یاناروس، بنیان‌گذار نخستین خدمات کشتی‌رانی به جزیره
عالیه برگر، هنرمند ترک
فوریه، سفالگر ترکی
رشاد نوری گون‌تکین، نویسنده ترک
مینا اورگان، نویسنده ترک

## نگارخانه

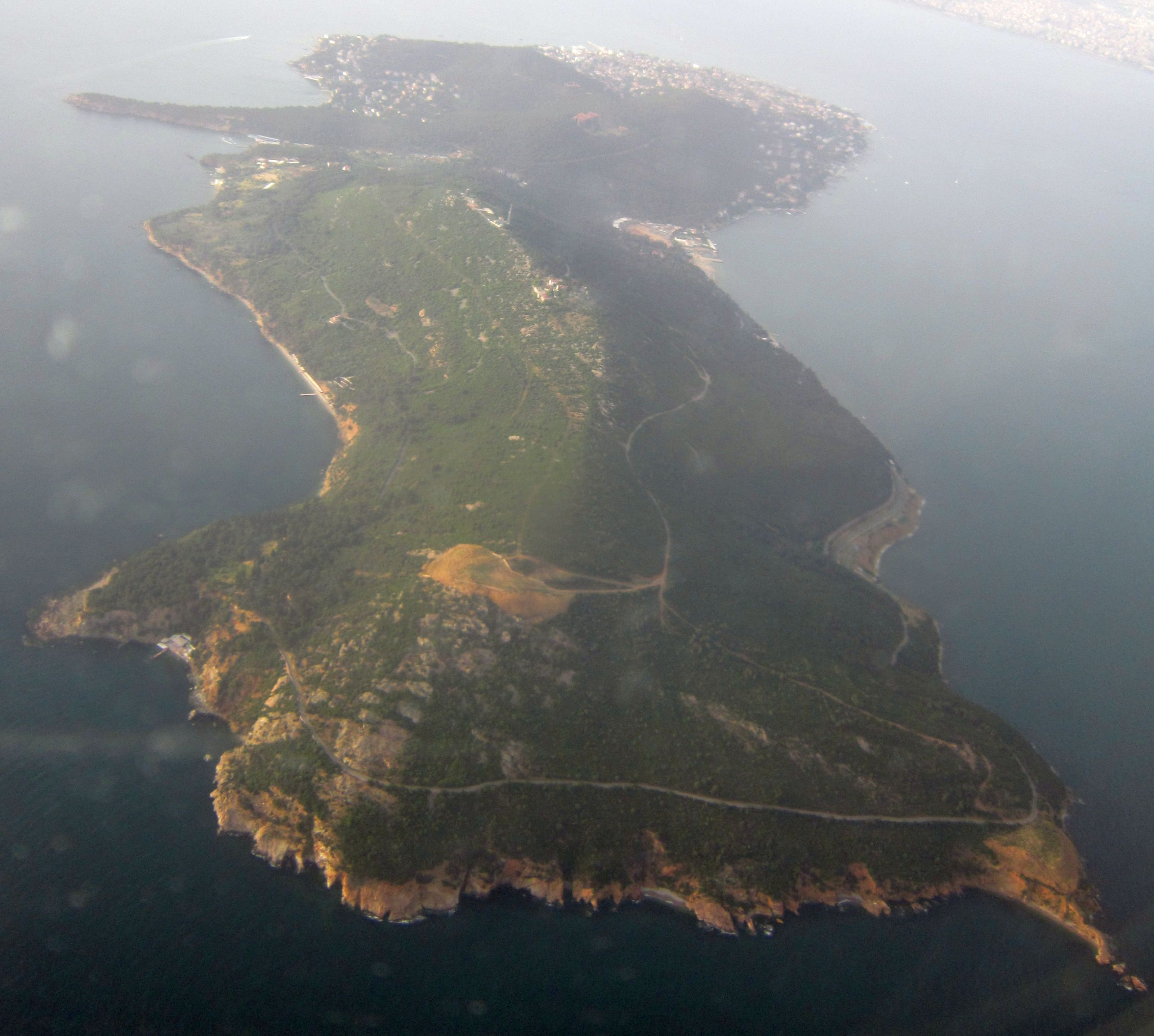
جزایر پرنس یا لذت‌های پرینکیپو نوشتهٔ ساموئل اس. کاکس

1. 1 2
2. ↑  "Working Conditions of Horses on the Island of Büyükada, Istanbul". ATDAA — The Outspoken Travel Guidebook. Retrieved 2022-08-02.
3. ↑  "Electric vehicles to hit roads in car-free Prince's Islands - Türkiye News". Hürriyet Daily News. Retrieved 2022-08-02.
4. ↑  Locals from Princes’ Islands detained for protesting intro of bus transportation
5. ↑  Yönetimi, Web. "Büyükada - The Monastery of St. George Koudonas - Princes' Islands Tourism Development Center". adalarturizm.org. Retrieved 2022-08-03.
6. ↑  Freely, John (2007). The Princes' Islands (به انگلیسی) (1st ed.). Istanbul: Adalı Yayınları. pp. 89–90. ISBN 9759119005.
7. ↑  SABAH, DAILY (2021-08-26). "First look into Istanbul's Greek orphanage after decades". Daily Sabah. Retrieved 2022-08-03.
8. ↑  Sartorius, Joachim (2009). The Princes' Islands: Istanbul's Archipelago (به انگلیسی) (1st ed.). London: bookHaus Ltd. p. 27. ISBN 9781907973000.
9. ↑  Buyukada Istanbul
10. ↑  Freely, John (2007). The Princes' Islands (1st ed.). Istanbul: Adalı Yayınları. pp. 68–95. ISBN 9759119005.
11. ↑  "Museum of the Princes' Islands". www.adalarmuzesi.org. Retrieved 2022-08-03.
12. ↑  "Cornucopia Magazine". www.cornucopia.net. Retrieved 2022-08-03.
13. ↑  "Büyükada Pier". Buyukada Island Travel Guide. Archived from the original on 1 October 2011. Retrieved 8 October 2011.{{cite web}}:  نگهداری یادکرد:پیوند نامناسب (link)
14. ↑  "Muslims who venerate St George". Eureka Street. Retrieved 2022-08-02.